# Provinz Muaskar
Muaskar (auch Mouaskar oder Mascara; arabisch ولاية معسكر, DMG Wilāyat Muʿaskar, tamazight ⴰⴳⴻⵣⴷⵓ ⵏ ⵎⵄⴻⵙⴽⴻⵔ Agezdu n Mɛesker) ist eine Provinz (wilaya) im Nordwesten Algeriens mit etwa 732.000 Einwohnern. Die Provinz liegt im Atlasgebirge und umfasst eine Fläche von 5699 km². Ihre Hauptstadt ist das gleichnamige Muaskar, zu deutsch "Heereslager", zur französischen Kolonialzeit auch als Mascara bekannt.

## Landwirtschaft
Angebaut wurden und werden teilweise noch heute Tabak, Olivenöl, Wolle und Wein. Ein in der Provinz Muaskar angebauter Rotwein war der „robuste, aber muntere“ Coteaux de Mascara. Der britische Wein-Autor Jim Ainsworth meinte 1990, dieser sei „Algeriens bester Rotwein“.